# 正盛院
正盛院（しょうせいいん）は、愛知県知多郡阿久比町にある曹洞宗の寺院。山号は長松山。

## 由緒
天文13年（1544年）に水野忠政の娘・栄信正盛尼（於大の方の姉妹）が、快翁龍喜を開山に迎えて創建し、寺号はその名に因んでいる。明治15年（1882年）、正盛院の末寺である龍光寺が廃仏毀釈で正盛院に吸収合併された際、その仁王門が移築された。境内には後藤新平の妻、多加子の墓がある。

## 文化財
- 仁王門：1980年（昭和55年）に町指定の文化財「第1号」に指定[3]
- 仁王像：1981年（昭和56年）に町指定の文化財に指定[4]

## ギャラリー

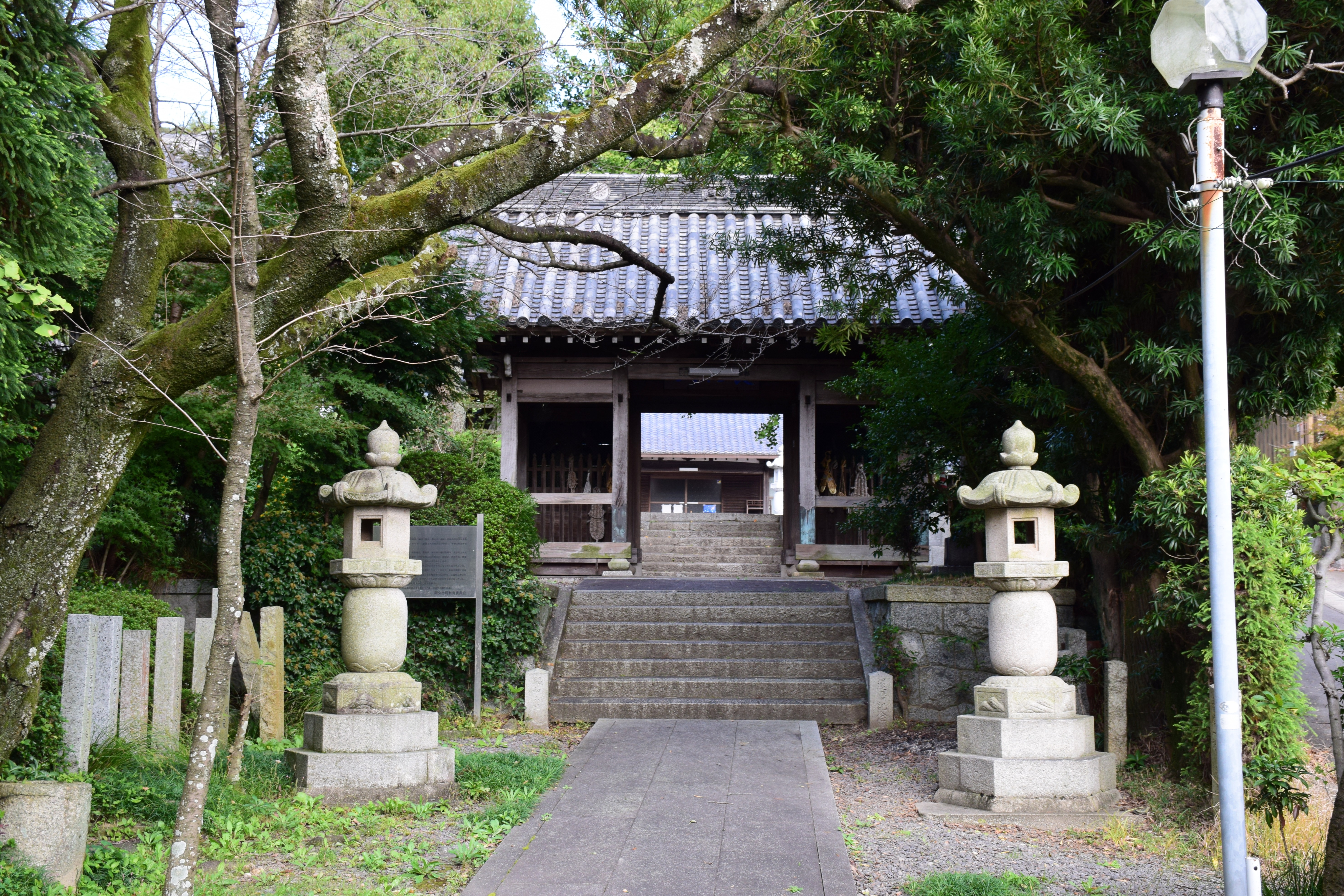
仁王門（宝暦2年（1752年）建造）。
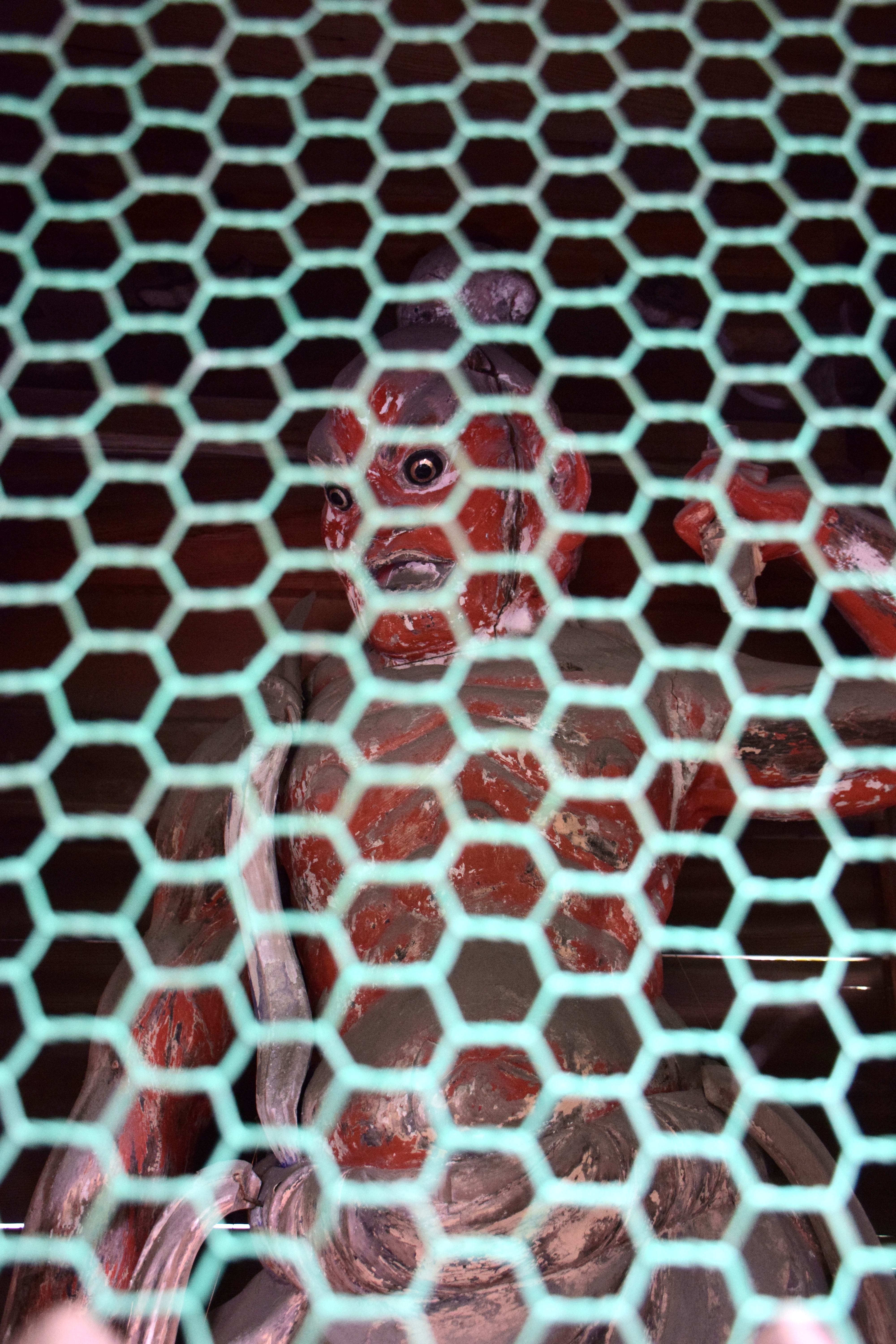
仁王像（室町時代初期の作と伝わる）。